# Libériusz pápa
Szent Libériusz (latinul: Liberius) (kb. 310 – 366. szeptember 24.) volt a 36. pápa Szent Péter halála óta. 352. május 12-én választotta egyházfővé a római zsinat. Pontifikátusának legnagyobb részében az arianizmus ellen kellett hadakoznia úgy, hogy a császár teljesen megvonta tőle bizalmát, és az arianisták pártjára állva II. Félix ellenpápát segítette trónra.

## Élete
Valószínűleg Rómában született. Az első olyan pápa, akit nem avattak szentté. A római zsinat befejezte után első dolga volt, hogy az akkoriban Arles-ban székelő császárhoz, II. Constantiushoz egy levelet küldjön Capuai Vincentiusszal. Ebben a levélben az állt, hogy Libériusz egy egyetemes zsinatot szeretne összehívni Aquileia városában. Ezen a zsinaton Alexandriai Atanáz tevékenységét szerette volna tisztázni. Atanáz ugyanis az arianizmus egyik legádázabb ellenségének számított az egyházban. Liberius meg akarta erősíteni az alexandriai püspököt tetteiben.
A császár nem akarta elfogadni Libériusz elveit, és így két év múltán Arles-ban II. Constantius összehívott egy tanácskozást, amelynek végső határozata az volt, hogy Atanáz alexandriai püspököt ki kell közösíteni az egyházból, és a császár száműzetésre ítéli. A rendeletet minden püspöknek alá kellett írnia. 355-ben a milánói zsinaton Libériusz pápa és néhány hűséges püspöke nem írta alá a dokumentumot, mert ezzel elismerték volna az arianista tanokat. A császár nem akart engedni, és Libériuszt száműzte Rómából a trákiai Beroea városába.
A száműzetés alatt II. Constantius az egyház élére II. Félixet ültette ellenpápaként. Több zsinaton szentesítették az arianizmus tanait. Azonban Félix nem tudta ellátni az egyház problémás ügyeit, és a lelki életben is válságokat okozott. Egyre népszerűtlenebb lett, és Rómában egyre többször vonult ellene a tömeg. A császár ezt megelégelte, és két év után visszahívta Libériuszt az egyház élére. Félix eltávolítása 358-ban fejeződött be, az ellenpápa elmenekült a szent városból.
Ugyan a császári hatalom visszahívta Liberiust, de nem hitelvi meggyőződése miatt, hanem csak Félix népszerűtlenségétől félve. Így a pápa személye megtűrt lett Rómában és nem támogatott. 361-ben meghalt II. Constantius császár, és ezzel véget ért az egyház és a világi hatalom huzavonája. Ekkor Liberius végre gyakorlatban is visszakapta az irányítást az egyház felett. 

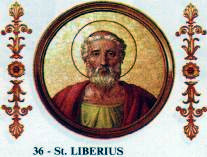
Libériusz pápa

Sok dolga maradt, az egyházat ismét össze kellett fognia. Először semmissé nyilvánította az összes olyan zsinati határozatot vagy egyéb rendelkezést, amely arianista jegyeket mutatott. Ez bizonyult feladata könnyebb részének, mert a milánói zsinaton aláírt dokumentum püspökeit ismét fel kellett esketnie a nikaiai hitvallásra. Miután a birodalom nyugati felén végzett, 366-ban megegyezett a keleti püspökség nagy részével. Eszerint a mérsékelt arianista tanokat valló püspökök ismét egyesülnek a római egyházzal.
366. szeptember 24-én halt meg. A görög egyház szintén szentnek tiszteli. Ünnepét szeptember 23-án tartják.

## Libériusz a művészetben
- Kondor Béla festménye (1963)

## Művei
- Documenta Catholica Omnia (latin nyelven). (Hozzáférés: 2011. december 6.)